# Flora Australiensis

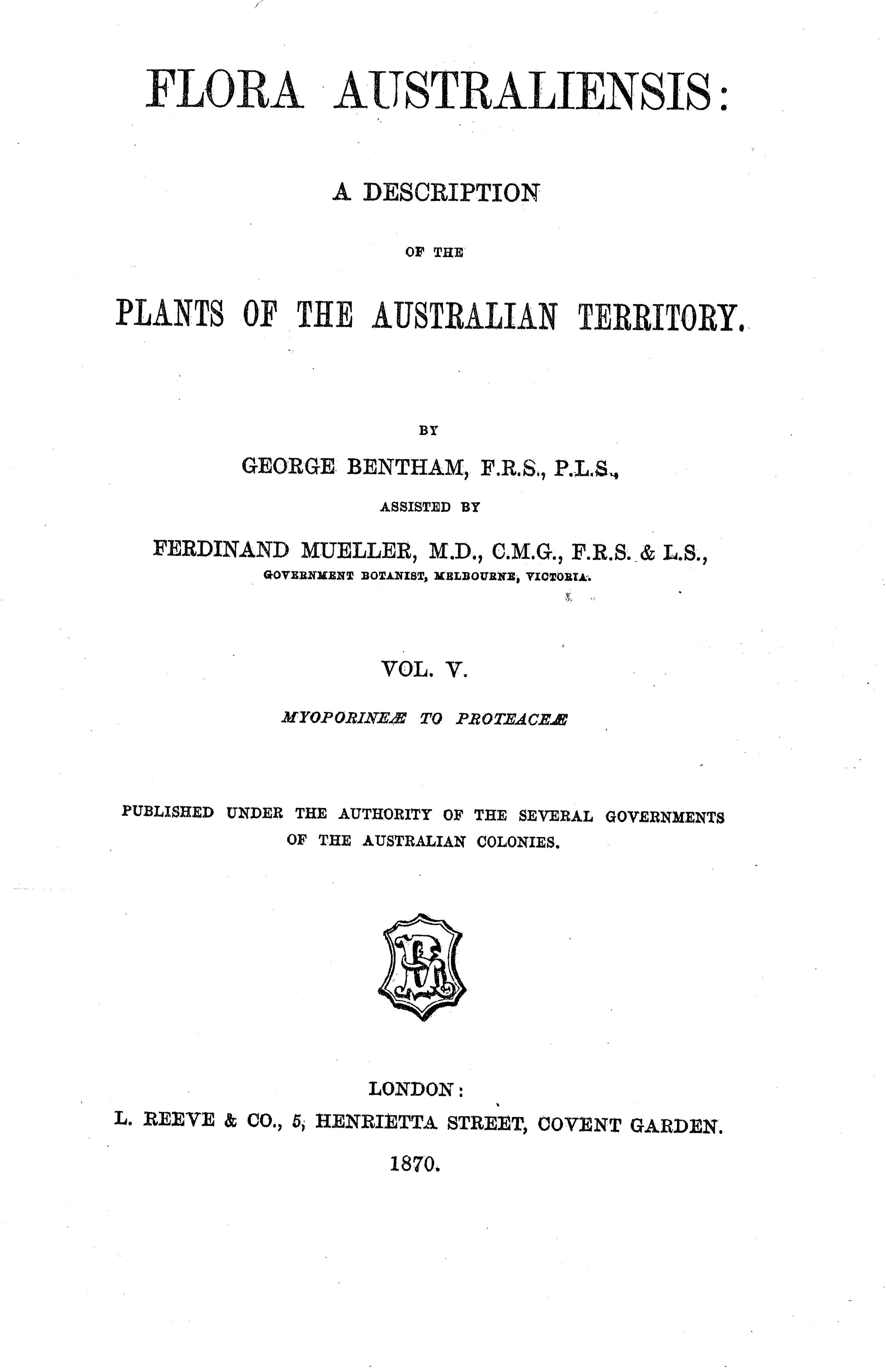
Título del Volume V de Flora Australensis

Flora Australiensis: una descripción de las plantas del territorio de Australia, más comúnmente conocida como Flora Australiensis, y conocido también por su abreviatura Fl. Austral.,  son siete volúmenes de la flora de Australia , publicados entre 1863 y 1878 por George Bentham, con la ayuda de Ferdinand von Mueller. Fue una de las famosas series de flora colonial de Kew, y la primera flora  de cualquier área continental que se había terminado. En total, la flora incluye descripciones de 8125 especies.
Bentham preparó la flora desde Kew, con Mueller, el primer taxónomo con residencia permanente en Australia, prestando toda la colección del Herbario Nacional de Victoria a Bentham en el transcurso de varios años. Mueller había sido disuadido de la preparación de una flora de Australia, mientras que en Australia Bentham y Joseph Dalton Hooker llevaron colecciones históricas de las especies australianas a todos  los herbarios europeos a los que Mueller no pudo acceder desde Australia.  Mueller pudo finalmente producir su propia flora de Australia, Systematic Census of Australian Plants que publicó en 1882 y amplió el trabajo de Bentham con la adición de nuevas especies y revisiones taxonómicas.
Flora Australiensis fue la obra de referencia en la flora de Australia por más de un siglo. Todavía en 1988, James Willis escribió que "Flora Australiensis sigue siendo la única obra definitiva sobre la vegetación vascular de todo el continente." De acuerdo con Nancy Tyson Burbidge, "representa un esfuerzo intelectual prodigioso nunca igualado."
Flora Australiensis se acredita con la formación de bases  publicadas en floras regionales; que en el siglo XIX fueron publicadas en todos los estados excepto en Australia Occidental, ellas fueron en su mayor parte los extractos de esta obra.